# 115e méridien ouest
En géographie, le 115e méridien ouest est le méridien joignant les points de la surface de la Terre dont la longitude est égale à 115° ouest.

## Géographie

### Dimensions
Comme tous les autres méridiens, la longueur du 115e méridien correspond à une demi-circonférence terrestre, soit 20 003,932 km. Au niveau de l'équateur, il est distant du méridien de Greenwich de 12 802 km,.
Avec le 65e méridien est, il forme un grand cercle passant par les pôles géographiques terrestres.

### Régions traversées
En commençant par le pôle Nord et descendant vers le sud au pôle Sud, Le 115e méridien ouest passe par:
| Coordonnées           | Pays, territoire ou mer           | Notes |
| --------------------- | --------------------------------- | --- |
| 90° 00′ N, 115° 00′ O | Océan Arctique                    | |
| 77° 58′ N, 115° 00′ O | Canada                            | Territoires du Nord-Ouest — Île Brock |
| 77° 55′ N, 115° 00′ O | Détroit de Ballantyne (en)        | |
| 77° 19′ N, 115° 00′ O | Étendue d'eau sans nom            | passe juste à l'ouest de l'Île Emerald (en), Canada à 76° 47′ N, 114° 50′ O |
| 76° 28′ N, 115° 00′ O | Canada                            | Territoires du Nord-Ouest — Île Melville |
| 74° 58′ N, 115° 00′ O | Détroit de McClure                | |
| 73° 18′ N, 115° 00′ O | Canada                            | Territoires du Nord-Ouest — Île Victoria |
| 70° 36′ N, 115° 00′ O | Baie du Prince Albert             | |
| 70° 17′ N, 115° 00′ O | Canada                            | Territoires du Nord-Ouest — Île Victoria Nunavut — à partir de 70° 00′ N, 115° 00′ O on Île Victoria |
| 68° 52′ N, 115° 00′ O | Détroit de Dolphin and Union (en) | |
| 70° 17′ N, 115° 00′ O | Canada                            | Nunavut - continent |
| 68° 10′ N, 115° 00′ O | Golfe du Couronnement             | |
| 67° 48′ N, 115° 00′ O | Canada                            | Nunavut Territoires du Nord-Ouest — à partir de 66° 16′ N, 115° 00′ O, passe par le Grand lac des Esclaves Alberta — à partir de 60° 00′ N, 115° 00′ O Colombie-Britannique — à partir de 50° 34′ N, 115° 00′ O                                             |
| 49° 00′ N, 115° 00′ O | États-Unis                        | Montana Idaho — à partir de 46° 58′ N, 115° 00′ O Nevada — à partir de 42° 00′ N, 115° 00′ O, passe juste à l'est de Las Vegas à36° 10′ N, 115° 08′ O Californie — à partir de 35° 17′ N, 115° 00′ O                                                        |
| 32° 42′ N, 115° 00′ O | Mexique                           | État de Basse-Californie Sonora — sur environ 12 km à partir de 32° 18′ N, 115° 00′ O Basse-Californie — à partir de 32° 11′ N, 115° 00′ O Sonora — sur environ 2 km à partir de 31° 59′ N, 115° 00′ O Basse-Californie — à partir de 31° 56′ N, 115° 00′ O |
| 29° 23′ N, 115° 00′ O | Océan Pacifique                   | Bahía de Sebastián Vizcaíno, passe juste à l'est de l'Île Cedros, Mexique à 38° 10′ N, 115° 09′ O |
| 27° 50′ N, 115° 00′ O | Mexique                           | Basse-Californie du Sud |
| 27° 43′ N, 115° 00′ O | Océan Pacifique                   | passe juste à l'ouest de l'Île Clarion, Mexique à 18° 21′ N, 114° 47′ O |
| 60° 00′ S, 115° 00′ O | Océan Austral                     | |
| 74° 02′ S, 115° 00′ O | Antarctique                       | Liste des territoires non revendiqués |